# صراع الأبطال (فلم)
صراع الأبطال هو فيلم مصري من إنتاج عام 1962، من إخراج توفيق صالح. الفيلم من إنتاج عز الدين ذو الفقار وصلاح ذو الفقار وتم اختياره في قائمة أفضل مئة فيلم في مئوية السينما المصرية.

## قصة الفيلم
تدور أحداث الفيلم حول الطبيب الشاب المتخرج حديثاً شكري الذي يتجه ليعيش في تلك القرية النائية في الريف، وهدفه ليس فقط ان يخفف عن السكان أمراضهم، بل ان يساعدهم على درء الفقر والجوع، اللذين يرى ان الأقدار والتخلف مسؤولان عنهما. بيد أن ما سيكتشفه شكري بالتدريح، هو أن المسؤولية عن هذين الأمرين ليست قدرية، بل مرتبطة بالإقطاعي عادل بيه، الذي يمتلك البلاد والعباد هناك ويسيطر على الناس دافعاً إياهم في كل لحظة إلى العيش والتصرف بحسب مشيئته. أما من يحاول الخروج عن طاعته فإنه يختفي أو يرسل إلى مصح الأمراض العقلية. هكذا إذ يفهم الطبيب الشاب هذه الحقيقة يبدأ بالتصدي للإقطاعي مساعداً السكان على المطالبة بحقوقهم مداوياً إياهم... ما يخلق وداً بينه وبينهم، واجداً في الوقت نفسه صراعاً بينه وبين الإقطاعي، ولكن أيضاً، بينه وبين القابلة المحلية أم هلال، التي تجده منافساً قوياً لها اكتسب قلوب الفلاحين ويكاد يقطع رزقها. وفي الوقت نفسه يكون هناك الجنود الإنكليز، الذين لا يتورعون عن إلقاء بقايا طعامهم للفلاحين، ما يتسبب في انتشار داء يبدأ في إصابة الناس، ليكتشف الطبيب لاحقاً أنه داء الكوليرا الذي سرعان ما يصبح وباء. وحين يطلب الطبيب من السكان هنا، أن يكفوا عن تناول الطعام الذي يرمى إليهم، يتخلى الفلاحون عن طاعته، وقبل أن يتبين له في شكل قاطع أنه الكوليرا، يعمد كي يتيقن من الأمر ويقنعهم إلى نبش جثة ميت ويشرِّح الجثة ليتيقن أن الداء هو الكوليرا. وهنا بدلاً من أن يكون هذا الدليل القاطع وسيلة لكشف صدقية الطبيب ودفع السكان إلى إطاعة إرشاداته للنجاة من هذا الوباء... يصبح الطبيب عدو المجتمع الرقم واحد... ولكن هذه المرة، لأنه نبش جثة ميت وأجرم في حق التقاليد وما هو مفهوم من تعاليم الدين على الصعيد الشعبي. والحال أن هذه الحبكة تسير، في الفيلم، بالتوازي مع حبكة أخرى محورها، هذه المرة، المرأة وحكاية حب وزواج بين شكري والمدرسة عفاف التي يكون الطبيب سابقاً، قد أنقذها وأعاد إليها الاعتبار على الضد من إشاعات مغرضة تناولتها، وبدفع من الإقطاعي عادل بيه الذي، إذ كان في الماضي على علاقة معها، أراد أن يبقيها عشيقة له، حتى بعد زواج رتبه له الأهل. وإذ يتمكن شكري من إنقاذ عفاف وسمعتها يتزوجها، لتصبح شريكته في كفاحه. وفي خضم الصراع، هذه المرة، بين شكري وتقاليد الأهالي التي تتضافر مع مصالحهم ومع تحريضهم ضد شكري من قبل عادل بيه وأم هلال في الوقت نفسه، يكاد شكري يستسلم لولا أن وزارة الداخلية ترسل إليه قوة لحمايته، وكذلك لمحاصرة السكان بغية منهم من الخروج بمرضهم إلى خارج القرية... وبفضل هذا كله يتمكن شكري من شفاء السكان وبالتالي إثبات أنه كان على حق. أما الوزارة فتعينه مسؤولاً عن مكافحة الكوليرا، ما يجعله ينتقل إلى قرية أخرى، مع زوجته هذه المرة، للقيام بالمهمة ذاتها.

## طاقم التمثيل
- شكري سرحان
- سميرة أحمد
- ليلى طاهر
- زوزو حمدي الحكيم
- نجمة إبراهيم
- صلاح نظمي
- حسين قنديل
- محمد بدر الدين
- إسكندر منسي
- عبد الغني النجدي
- عباس يونس
- ليلى فهمي
- عبد المنعم سعودي
- عايدة عبد العزيز
- حسين إسماعيل
- عبد المنعم إسماعيل
- خيرية أحمد
- حياة قنديل
- بدر نوفل
- كوثر رمزي

## روابط خارجية
- مقالات تستعمل روابط فنية بلا صلة مع ويكي بيانات